# Elemento (química)

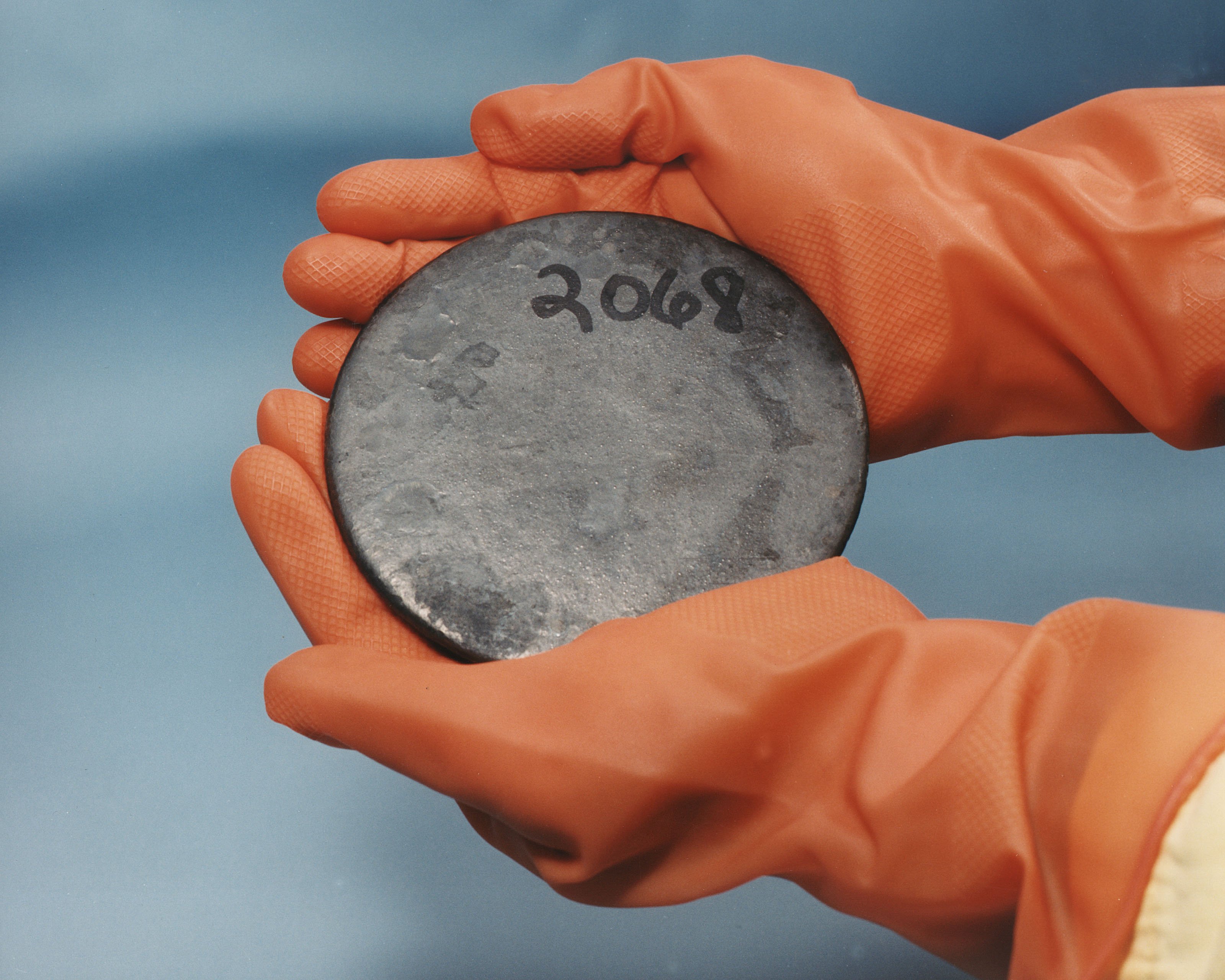
O urânio é um elemento químico natural e radioativo.

Denomina-se elemento químico um conjunto de átomos que têm o mesmo número de prótons em seu núcleo atômico, ou seja, o mesmo número atômico (Z). O termo "elemento químico" pode se referir também a elementos fundamentais da matéria, que não podem decompor-se, muitas substâncias mais simples por métodos químicos, ou seja, elementos indivisíveis. Este último conceito algumas vezes é chamado de substância elementar, diferindo da primeira definição, mas muitas vezes, o mesmo conceito é usado em ambos os casos.
Exemplos:
- Oxigênio é o elemento químico constituído por todos os átomos que possuem número atômico 8, isto é, com oito prótons;
- Cálcio é o elemento químico constituído por todos os átomos que possuem número atômico 20, isto é, com vinte prótons.

Dessa forma, o número atômico é característica de cada elemento químico, sendo como seu número de identificação. Oficialmente são conhecidos 118 elementos químicos, atualmente. Dentre esses, 92 são naturais e 26 são artificiais.

## Elementos naturais e sintéticos

### Elementos naturais
São os elementos químicos encontrados na natureza. São conhecidos 90 elementos naturais, tendo em sua maioria o número atômico menor que 92 (número referente ao elemento químico urânio com Z = 92).
Porém, apesar de terem o número atômico menor que 92, o Tecnécio (Tc) de número atômico 43 e o Promécio (Pm) de número atômico 61 são elementos artificiais.

### Elementos sintéticos
São os elementos cujos átomos são produzidos artificialmente/sinteticamente em laboratórios.
Os elementos com número atômico superior ao do urânio (Z > 92) são todos artificiais (elementos transurânicos). Ver: radioatividade

## Ocorrência
Alguns elementos químicos como ouro, platina, cobre, gases nobres e outros, existem em estado natural. Entretanto, a maioria ocorre combinado com outros elementos constituindo os compostos químicos como, por exemplo, hidrogênio e oxigênio constituindo a água.

## Simbologia ou Representação
Cada elemento químico, natural ou sintetizado, é representado por um símbolo que o identifica graficamente, adotado de acordo com critérios internacionais. Sendo que esses símbolos são reconhecidos em qualquer lugar, independente de idioma.
Desde o tempo dos alquimistas os elementos químicos conhecidos já eram representados por símbolos. Por exemplo: o ouro era identificado pelo símbolo do Sol e a prata pelo símbolo da Lua.
Atualmente adota-se o método de J. J. Berzelius sugerido em 1811:
- Os símbolos são adotados internacionalmente. Qualquer que seja a língua ou alfabeto o símbolo é o mesmo.
- Os símbolos dos elementos químicos são abreviaturas de seus nomes em Grego e em Latim, sempre tendo a primeira letra maiúscula e, quando necessário, as outras em minúscula.

### Elementos transférmios
Terminando com trinta anos de controvérsias, a IUPAC através do CNIC (Committee en Nomenclature of Inorganic Chemistry) comunicou, em 30 de agosto de 1997, que os nomes e os símbolos dos elementos transférmios (número atômico maior que o do férmio) seriam:
- 101 - Mendelevium (Mendelévio) - Md
- 102 - Nobelium (Nobélio) - No
- 103 - Lawrencium (Laurêncio) - Lr
- 104 - Rutherfordium (Rutherfórdio) - Rf
- 105 - Dubnium (Dúbnio) - Db
- 106 - Seaborgium (Seabórgio) - Sg
- 107 - Bohrium (Bóhrio) - Bh
- 108 - Hassium (Hássio) - Hs
- 109 - Meitnerium (Meitnério) - Mt
- 110 - Darmstadtium (Darmstádio) - Ds
- 111 - Roentgenium - (Roentgênio) - Rg
- 112 - Copernicium - (Copernício) - Cn
- 113 - Nihonium (Nipônio) - Nh
- 114 - Flerovium - (Fleróvio) - Fl
- 115 - Moscovium (Moscóvio) - Mc
- 116 - Livermorium - (Livermório) - Lv
- 117 - Tenessine - (Tenessínio) - Ts
- 118 - Oganesson - (Oganessônio) - Og

## Tabela periódica
Todos os elementos químicos estão organizados em uma tabela, denominada periódica, segundo dois critérios:
- Em ordem crescente dos números atômicos, e;
- Aqueles que apresentam propriedades semelhantes na mesma coluna vertical.

Os elementos aparecem dispostos na tabela representados por um símbolo, referente ao nome, acompanhado do número atômico e número de massa.
| Grupo #   | 1                             | 2                        |            | 3                   | 4                      | 5                     | 6                   | 7                  | 8                 | 9                   | 10                   | 11                   | 12                   | 13                 | 14                 | 15                   | 16                   | 17                | 18                    |
| --------- | ----------------------------- | ------------------------ | ---------- | ------------------- | ---------------------- | --------------------- | ------------------- | ------------------ | ----------------- | ------------------- | -------------------- | -------------------- | -------------------- | ------------------ | ------------------ | -------------------- | -------------------- | ----------------- | --------------------- |
|           | Hidrogênio e metais alcalinos | Metais alcalino-terrosos |            |                     |                        |                       |                     |                    |                   |                     |                      |                      |                      | Triels             | Tetrels            | Pnictogênios         | Calcogênios          | Halogênios        | Gases nobres          |
| Período 1 | Hidrogênio1H1.0080            |                          |            |                     |                        |                       |                     |                    |                   |                     |                      |                      |                      |                    |                    |                      |                      |                   | Hélio2He4.0026        |
| 2         | Lítio3Li6.94                  | Berílio4Be9.0122         |            |                     |                        |                       |                     |                    |                   |                     |                      |                      |                      | Boro5B10.81        | Carbono6C12.011    | Nitrogênio7N14.007   | Oxigênio8O15.999     | Flúor9F18.998     | Neónio10Ne20.180      |
| 3         | Sódio11Na22.990               | Magnésio12Mg24.305       |            |                     |                        |                       |                     |                    |                   |                     |                      |                      |                      | Alumínio13Al26.982 | Silício14Si28.085  | Fósforo15P30.974     | Enxofre16S32.06      | Cloro17Cl35.45    | Argónio18Ar39.95      |
| 4         | Potássio19K39.098             | Cálcio20Ca40.078         |            | Escândio21Sc44.956  | Titânio22Ti47.867      | Vanádio23V50.942      | Cromo24Cr51.996     | Manganês25Mn54.938 | Ferro26Fe55.845   | Cobalto27Co58.933   | Níquel28Ni58.693     | Cobre29Cu63.546      | Zinco30Zn65.38       | Gálio31Ga69.723    | Germânio32Ge72.630 | Arsênio33As74.922    | Selênio34Se78.971    | Bromo35Br79.904   | Criptônio36Kr83.798   |
| 5         | Rubídio37Rb85.468             | Estrôncio38Sr87.62       |            | Ítrio39Y88.906      | Zircônio40Zr91.224     | Nióbio41Nb92.906      | Molibdênio42Mo95.95 | Tecnécio43Tc[97]   | Rutênio44Ru101.07 | Ródio45Rh102.91     | Paládio46Pd106.42    | Prata47Ag107.87      | Cádmio48Cd112.41     | Índio49In114.82    | Estanho50Sn118.71  | Antimônio51Sb121.76  | Telúrio52Te127.60    | Iodo53I126.90     | Xenônio54Xe131.29     |
| 6         | Césio55Cs132.91               | Bário56Ba137.33          | 1 asterisk | Lutécio71Lu174.97   | Háfnio72Hf178.49       | Tântalo73Ta180.95     | Tungstênio74W183.84 | Rénio75Re186.21    | Ósmio76Os190.23   | Irídio77Ir192.22    | Platina78Pt195.08    | Ouro79Au196.97       | Mercúrio80Hg200.59   | Tálio81Tl204.38    | Chumbo82Pb207.2    | Bismuto83Bi208.98    | Polonio84Po[209]     | Astato85At[210]   | Radônio86Rn[222]      |
| 7         | Frâncio87Fr[223]              | Rádio88Ra[226]           | 1 asterisk | Laurêncio103Lr[266] | Rutherfórdio104Rf[267] | Dúbnio105Db[268]      | Seabórgio106Sg[269] | Bóhrio107Bh[270]   | Hássio108Hs[271]  | Meitnério109Mt[278] | Darmstátio110Ds[281] | Roentgênio111Rg[282] | Copernicio112Cn[285] | Nihônio113Nh[286]  | Fleróvio114Fl[289] | Moscovio115Mc[290]   | Livermório116Lv[293] | Tenesso117Ts[294] | Oganessônio118Og[294] |
|           |                               |                          |            |                     |                        |                       |                     |                    |                   |                     |                      |                      |                      |                    |                    |                      |                      |                   |                       |
|           |                               |                          | 1 asterisk | Lantânio57La138.91  | Cério58Ce140.12        | Praseodímio59Pr140.91 | Neodímio60Nd144.24  | Promecio61Pm[145]  | Samario62Sm150.36 | Európio63Eu151.96   | Gadolinio64Gd157.25  | Térbio65Tb158.93     | Disprósio66Dy162.50  | Hólmio67Ho164.93   | Érbio68Er167.26    | Túlio69Tm168.93      | Itérbio70Yb173.05    |                   |                       |
|           |                               |                          | 1 asterisk | Actínio89Ac[227]    | Tório90Th232.04        | Protactínio91Pa231.04 | Urânio92U238.03     | Neptunio93Np[237]  | Plutonio94Pu[244] | Americio95Am[243]   | Cúrio96Cm[247]       | Berkélio97Bk[247]    | Califórnio98Cf[251]  | Einstênio99Es[252] | Férmio100Fm[257]   | Mendelevio101Md[258] | Nobélio102No[259]    |                   |                       |

- Ca: 40.078 — Valor abreviado (incerteza omitida aqui)[4]
- Po: [209] — número de massa do isótopo mais estável

| s-block | f-block | d-block | p-block |